# Desperados: Wanted Dead or Alive
Desperados: Wanted Dead or Alive (traducibile "Banditi: ricercati vivi o morti") è un videogioco stealth in tempo reale per computer, sviluppato da Spellbound Entertainment e pubblicato da Atari nel 2001.
Il giocatore controlla un massimo di sei personaggi nel selvaggio west. Il protagonista è un eccezionale combattente col coltello e pistolero, John Cooper, che cerca di catturare un misterioso ladro di treni (che poi si scoprirà essere un bandito mascherato, chiamato "El Diablo") e riscattarne la taglia. Quando Cooper si scatena sulla sua ricerca, altri cinque suoi amici lo assistono e lavorano insieme in tempo reale, con una modalità simile a quella di Commandos: Behind Enemy Lines.
Ha avuto tre seguiti: Desperados 2: Cooper's Revenge ("La Vendetta di Cooper"), pubblicato sempre da Atari alla fine di marzo 2006, Helldorado: Conspiracy, uscito nel 2007 pubblicato da dtp Entertainment (casa distributrice tedesca), e Desperados III, un prequel uscito nel 2020.

## Trama
Il gioco si svolge tra Louisiana, Texas e Nuovo Messico nel 1881. Molti treni sono stati derubati negli ultimi mesi da uno sconosciuto gruppo di banditi. L'azienda ferroviaria Twinnings & Co ha offerto una taglia di 15.000$ a chiunque possa fermare i banditi. Il cacciatore di taglie John Cooper accetta il lavoro, ma impara presto che la missione non è così semplice come pensava.
John intende ricreare la sua vecchia squadra per aiutarlo a cacciare il ladro di treni, che consiste in Sam, Doc e Kate. Per questo John Cooper svolgerà numerose ricerche, fino a parlare personalmente con un marshal, il maresciallo Jackson. 
II maresciallo fa una serie di nomi a Cooper, tra cui un certo Sanchez, che Cooper conosce da molto tempo. Inizialmente Cooper pensa che Sanchez sia il responsabile delle rapine ai treni; così penetra nella sua fortezza insieme a Sam, Doc e Kate, cattura Sanchez e lo porta ad El Paso per intascarsi la taglia, convinto che sia finita. Tuttavia, una volta catturato, Sanchez spiega a John che dietro alla rapina al treno c'è El Diablo, uno dei più potenti capi-banda di tutto il Nuovo Messico, e che quindi lui è innocente; John, che inizialmente non gli crede, lo conduce ugualmente a El Paso, ma finirà per scoprire che Sanchez ha detto il vero. Per questo lo libererà dalla prigione, aggregandolo alla propria banda.
Il team arriva a 6 membri quando un villaggio di cinesi viene fatto a pezzi, e l'unica sopravvissuta (Mia) si unisce a Cooper per vendicare la morte del padre, amico di Cooper, ucciso dagli uomini del maresciallo Jackson, colui che si scoprirà, infine, essere El Diablo.

## Modalità di gioco
Il giocatore controlla fino a 6 personaggi in tempo reale in un ambiente diverso in ogni livello, generalmente delle dimensioni di un piccolo villaggio, con visuale isometrica. Inizialmente si dispone solo di John Cooper ma col passare dei livelli si attivano nuovi personaggi. Ogni personaggio può camminare, correre, strisciare, usare cavalli e nascondersi dietro le porte dopo aver spiato dalla serratura se c'è qualcuno all'interno, inoltre ciascun personaggio dispone di 5 mosse speciali proprie. 
Il giocatore può sempre vedere tutta l'area di gioco, tranne a volte degli edifici dove l'azione si svolge all'interno, che diventano visibili solo quando si entra; i nemici invece, che inizialmente sono ignari della presenza dei personaggi, hanno un campo visivo limitato, che il giocatore può visualizzare come un cono colorato (verde = nemico tranquillo, giallo = sospettoso, rosso = in combattimento).
Premendo il pulsante "Esc", viene spiegato come completare i livelli. Per raggiungere l'obiettivo bisogna generalmente uccidere i nemici, alcune volte bisogna solo farli svenire, il tutto senza farsi notare troppo (Cooper può anche trasportare e nascondere i morti). Spesso sono presenti anche dei civili inermi che possono talvolta dare l'allarme se vedono i personaggi, ma non devono essere uccisi altrimenti si perde la partita. I nemici possono uccidere con armi da fuoco, inoltre quasi tutti i personaggi perdono automaticamente se si ritrovano dentro un edificio insieme a uno o più nemici. La perdita anche di un solo personaggio causa la sconfitta. Il salvataggio della partita è possibile in ogni momento (a eccezione di quando sono in corso dei dialoghi).
Il gioco dispone di una funzione che permette al giocatore di preimpostare un'azione diversa a ognuno dei personaggi e poi fargliele eseguire contemporaneamente. Questo comando è utile per esempio per organizzare imboscate.

## Personaggi

### Personaggi giocabili
John Cooper: Affascinante pistolero ed eccezionale lanciatore di coltelli, si prende carico di catturare El Diablo come cacciatore di taglie. È armato di pistola colt a 6 colpi, un coltello che può usare corpo a corpo oppure lanciare. Può trasportare i cadaveri e stordire i nemici con un pugno. Possiede inoltre una sveglia per distrarre i nemici. Ha la singolare facoltà di scalare le rocce e di sellare i cavalli. essendo un abile pistolero è l'unico in grado di colpire fino a 3 bersagli quasi istantaneamente col comando "esegui azione a comando".
Samuel "Sam" Williams: È un uomo di colore armato con un fucile Winchester a 12 colpi, esperto negli esplosivi, capace di lanciare la dinamite e di piazzare dei barili di TNT. Porta con sé un serpente a sonagli che può piazzare come trappola (letale anche per gli amici). È l'unico del gruppo in grado di legare i nemici svenuti. Può inoltre utilizzare dei mitragliatori gatling se presenti sul campo.
Doc McCoy:È armato con una pistola buntline a 6 colpi, un fucile di precisione e delle fiale di gas stordente, che può lanciare a mano oppure far volare con dei palloncini di cuoio per poi farli esplodere usando la buntline. È l'unico che può scassinare serrature (non tutte però), può curare se stesso e gli altri con il kit medico e far rinvenire i compagni da uno stordimento (se vengono presi a pugni, per esempio), essendo lui un dottore, e infine può usare la sua giacca come "spaventapasseri" per distrarre i nemici.
Kate O'Hara: Donna bellissima che attira l'attenzione di molti personaggi, nel gioco può sfruttare la sua bellezza per attirare i nemici, è una truffatrice esperta nel gioco d'azzardo. Oltre alla bellezza, è armata di una pistola derringer a 3 colpi, può stordire i nemici sferrando un calcio ben assestato, dispone poi di uno specchietto con cui può abbagliare i nemici sfruttando i raggi del sole. Possiede delle carte da Poker che gettate a terra possono incuriosire i nemici.
Pablo Sanchez: È un bandito messicano, dopo il tradimento di El Diablo giura di vendicarsi e si allea con il gruppo di Cooper. Armato con una doppietta, una bottiglia di tequila che usa per far ubriacare i suoi nemici, delle pietre (che lanciate stordiscono i nemici). Può mimetizzarsi con un sombrero facendo finta di compiere una "siesta" (cioè sonnecchiare per passare inosservato e attirare i nemici). A differenza di Cooper può trasportare due cadaveri alla volta, e ha l'abilità di stordire più di un nemico ruoteando con la doppietta. Sanchez inoltre è l'unico del gruppo ad avere la meglio sui nemici all'interno degli edifici (solo fino a 3 nemici però). Può come Sam usare i mitragliatori Gatling, tuttavia Sanchez è anche in grado di smontarli e quindi muoversi liberamente. È in grado anche di spostare oggetti molto più pesanti di lui.
Mya Yung: È una ragazzina cinese il cui padre è stato ucciso dagli uomini di El Diablo. Può usare una cerbottana velenosa che fa impazzare i nemici mandandoli a sparare all'impazzata (in genere uccidendo i propri compagni) per poi perdere i sensi. Può distrarre i nemici lanciando delle salviettine che formano dei flash e suonando un flauto. Porta con sé una scimmia chiamata Mr. Leone che lei utilizza per attirare i nemici, questa torna subito indietro, ma può essere trattenuta nei luoghi nel caso in cui Mya rilasci delle noccioline.

### Personaggi non giocabili (tra cui nemici)
Maresciallo Jackson: Maresciallo dell'Esercito degli Stati Uniti, cerca di ostacolare e depistare fin dall'inizio la banda di Cooper, indicando Sanchez come responsabile delle rapine ai treni e facendo inseguire la banda dall'esercito statunitense.
El Diablo: È l'antagonista principale del gioco. La sola cosa che si sa di lui è che controlla tutte le bande criminali del Nuovo Messico. Mentre Sanchez è imprigionato nel carcere di Fortezza, egli annienta la sua banda e distrugge il suo rifugio. Nessuno conosce il suo volto poiché si nasconde dietro una maschera, ma rivela la sua identità prima di duellare con Cooper nell'ultimo livello.
Carlos: È un bandito messicano, braccio destro di El Diablo e uno dei suoi capibanda. Vive nella città di Socorro dove gestisce un bar e, nella banca cittadina, custodisce il bottino, parte del quale dovrà essere ceduta mensilmente, come fanno tutti i capibanda, ad El Diablo in cambio di informazioni e protezione. La squadra di Cooper gli nasconde il bottino, e successivamente Carlos stesso viene ucciso da un demone.
Pedro: Bandito messicano e braccio destro di Sanchez, controlla parte della banda e prende parte di persona ai colpi di quest'ultima per poi consegnare parte del bottino a Sanchez.
"Demoni": Banditi di El Diablo, i suoi tagliagole. Sono tra gli avversari più pericolosi poiché utilizzano coltelli avvelenati, il quali rendono letale anche la più piccola ferita. Sono vestiti di nero e portano sul petto due cinture in cui nascondono i loro coltelli. Come El Diablo hanno il volto coperto.

## Doppiatori
Qui di seguito la lista dei doppiatori originali e italiani.
| Personaggio                   | Doppiatori originali | Doppiatori italiani |
| ----------------------------- | -------------------- | ------------------- |
| John Cooper                   | John Chancer         | Claudio Moneta      |
| Samuel 'Sam' Williams         | Dean Hill            | Stefano Albertini   |
| Doc McCoy                     | Garrick Hagon        |                     |
| Kate O'Hara                   | Denica Fairman       | Emanuela Pacotto    |
| Pablo Sanchez                 | John Guerrasio       |                     |
| Mya Yung                      | Elly Fairman         |                     |
| Carlos                        |                      | Luca Sandri         |
| Demoni                        |                      | Marco Balzarotti    |
| Maresciallo Jackson/El Diablo |                      | Luca Bottale        |

Ci sono tipi diversi di banditi. Tra questi, si possono sentire le voci di Luca Sandri, Marco Balzarotti, Paolo Sesana, Luca Bottale e Mario Zucca.

## Versione demo
Esiste la versione demo del gioco, la cui trama non è collegata al gioco. È composta da un solo livello ambientato in una cittadina del Nuovo Messico piena di banditi, dove bisogna catturare vivo il capo dei banditi, Dillon, e portarlo in prigione. Sono disponibili Cooper, Kate e Doc con alcune abilità in meno e altre piccole differenze.